# Bogense (plaats)
Bogense is een kleine havenstad op het Deense eiland Funen en het bestuurlijk centrum van de gemeente Nordfyn.

## Voormalige gemeente

Het voormalige gemeentewapen

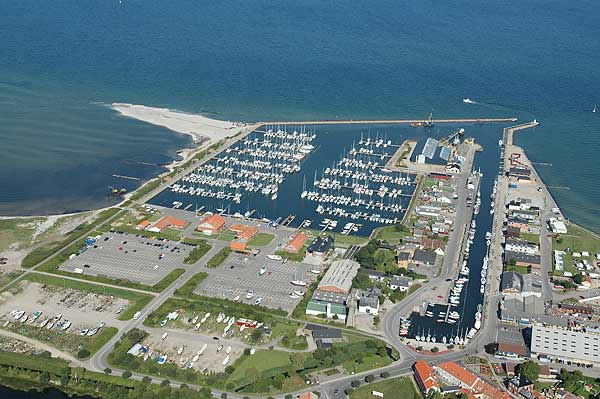
De haven van Bogense

Tot 2006 was Bogense een afzonderlijke gemeente met een oppervlakte van 101,1 km² en 6448 inwoners. In 2007 ging deze gemeente met Otterup en Søndersø op in de nieuwe gemeente Nordfyn.

## Geschiedenis
Bogense is omstreeks 1200 na Christus ontstaan als handelsplaats bij de vertrekplaats van een veerdienst met Jutland. In de eerste helft van de 13e eeuw kreeg Bogense handelsprivileges. Het stadje verdiende vooral zijn geld met de export van landbouwproducten uit het achterland en met de veerdienst. In de 16e eeuw was Bogense uitgegroeid tot een grote en rijke handelsstad, maar in 1575 brandde de gehele stad af. Hoewel Bogense diverse (belasting)voordelen genoot van de Deense koningen, kon de stad zich niet herstellen. Diverse pestepidemieën en een langdurige handelscrisis in de 17e eeuw degradeerden Bogense uiteindelijk tot de kleinste handelsstad van Funen. In 1672 had het stadje nog 438 inwoners.
Pas in de 19e eeuw braken betere tijden aan. In de jaren 1830-1844, met uitbreidingen in 1874 en 1894, werd een nieuwe haven aangelegd, wat de handel ten goede kwam. Er kwamen een scheepswerf en enkele kleinere fabrieken, hoewel van grote industrialisering geen sprake was. Daarentegen werd de veerdienst, die al sinds de 17e eeuw alleen nog maar een plaatselijk belang diende, in 1854 opgeheven. In 1882 kreeg Bogense een spoorverbinding met Odense en in 1911 ook een spoorlijn naar Brenderup. Op beide lijnen werd de dienst in 1966 gestaakt. 
Ook in de 20e eeuw bleef Bogense de kleinste handelsstad van Funen. Het speelde vooral een rol als handelsstad voor het eigen achterland. Doordat de stad vrij ver van de doorgaande hoofdroutes ligt, groeit het inwonertal langzaam. Vooral de dienstensector is een belangrijke werkgever in Bogense. Met de gemeentelijke hervormingen van 2007 - waarbij Bogense het centrum werd van de nieuwe gemeente Nordfyn - werd de rol als administratief centrum voor de regio bevestigd.

## Kerkelijk
Kerkelijk vormt de parochie Bogense de zetel van een proosdij van het bisdom Funen van de Deense Volkskerk. De oorspronkelijk romaanse Nicolaaskerk van de parochie Bogense was gewijd aan de heiligen Michael en Nicolaas en dateert uit de 12e eeuw. De doopvont is even oud als de kerk zelf.

## Wielersport
In Bogense werd op 19 november 2017 een wedstrijd verreden voor de Wereldbeker veldrijden 2017-2018. Op hetzelfde parcours vonden op 2 en 3 februari 2019 de Wereldkampioenschappen veldrijden 2019 plaats.